# Лакуста Олександр Анатолійович
Олександр Анатолійович Лакуста (нар. 8 серпня 1991, Чернівці) — український футболіст, нападник.

## Клубна кар'єра
Вихованець футбольної школи «Буковина» (Чернівці). Впродовж 2004—2008 років виступав в ДЮФЛ за чернівецьку «Буковину». Розпочав професійну футбольну кар'єру 2009 році у рідній чернівецькій «Буковині».
Упродовж 2011–2013 років виступав за тернопільську «Ниву», у складі якої провів більше 30 матчів. Згодом перебрався до хмельницького «Динамо», у складі якої відіграв лише один сезон, бо згодом клуб був розформований. У сезоні 2014/2015 підписав контракт з чернівецькою «Буковиною».
Улітку 2015 року перейшов до складу «Вереса» з міста Рівного. Де за підсумками сезону Олександр вийшов на поле в усіх календарних матчах, забивши при цьому 7 голів. І цей результат допоміг його команді здобути срібні медалі Другої ліги України.
Улітку 2016 року продовжив контракт ще на один рік, але у фінальну заявку команди на сезон не потрапив. Наприкінці серпня того ж року став гравцем МФК «Миколаїв», але вже 2 грудня 2016 року стало відомо, що Лакуста залишив команду за обопільною згодою. У 2017 році вирушив до Канади, де виступає за клуб «Воркута» (Торонто).

## Досягнення
- Срібний призер Другої ліги України (1): 2015/16

У Канаді
- Переможець регулярного чемпіонату Канадської футбольної ліги (1): 2017
- Переможець плей-офф Канадської футбольної ліги (1): 2018
- Срібний призер регулярного чемпіонату Канадської футбольної ліги (1): 2018
- Півфіналіст плей-офф Канадської футбольної ліги (1): 2017